# Bohdan Bečka
Bohdan Bečka, vlastním jménem Teodor Bečka (14. dubna 1863 Neveklov – 26. července 1940 Praha), byl československý politik, ministr financí, poslanec a pak senátor Národního shromáždění republiky Československé za Československou národní demokracii.

## Biografie
Svoji politickou dráhu ovšem začal jako stavební podnikatel. Spolu s bratrem, stavitelem a projektantem Josefem vlastnili stavební firmu Bratři Bečkové, která je mj. "podepsána" na stavbě Košířské radnice (1908). Bydlel v rodinné vile ve smíchovské ul. Na Demartince čp. 1917 (dnes Pod Klikovkou čp. 1917/4).
Už počátkem 20. století se angažoval v mladočeských politických kruzích. Za první světové války v roce 1917 se podílel na vzniku radikálního listu Národ, který se vymezoval proti linii Národních listů, v té době loajálních vůči Rakousku-Uhersku. V letech 1918–1920 zasedal v Revolučním národním shromáždění. V parlamentních volbách v roce 1920 získal poslanecké křeslo v Národním shromáždění. Podle údajů k roku 1920 byl profesí stavitelem na Smíchově. V parlamentních volbách v roce 1925 získal senátorské křeslo v Národním shromáždění. Senátorem byl do roku 1929.
V rámci národně demokratické strany patřil k průmyslovému, pragmatickému křídlu. Zastával i vládní post. V letech 1923–1925 (po úmrtí Aloise Rašína v únoru 1923) byl ministrem financí v první vládě Antonína Švehly, kde se zasloužil o sanaci české úvěrové soustavy po deflační krizi v letech 1922–1924. V letech 1918–1923 byl předsedou správní rady Živnostenské banky.
Jeho tchánem byl velkoobchodník na Smíchově, sokolský funkcionář a politik Petr František Krejčí (1843–1919).